# Vladivostok Air

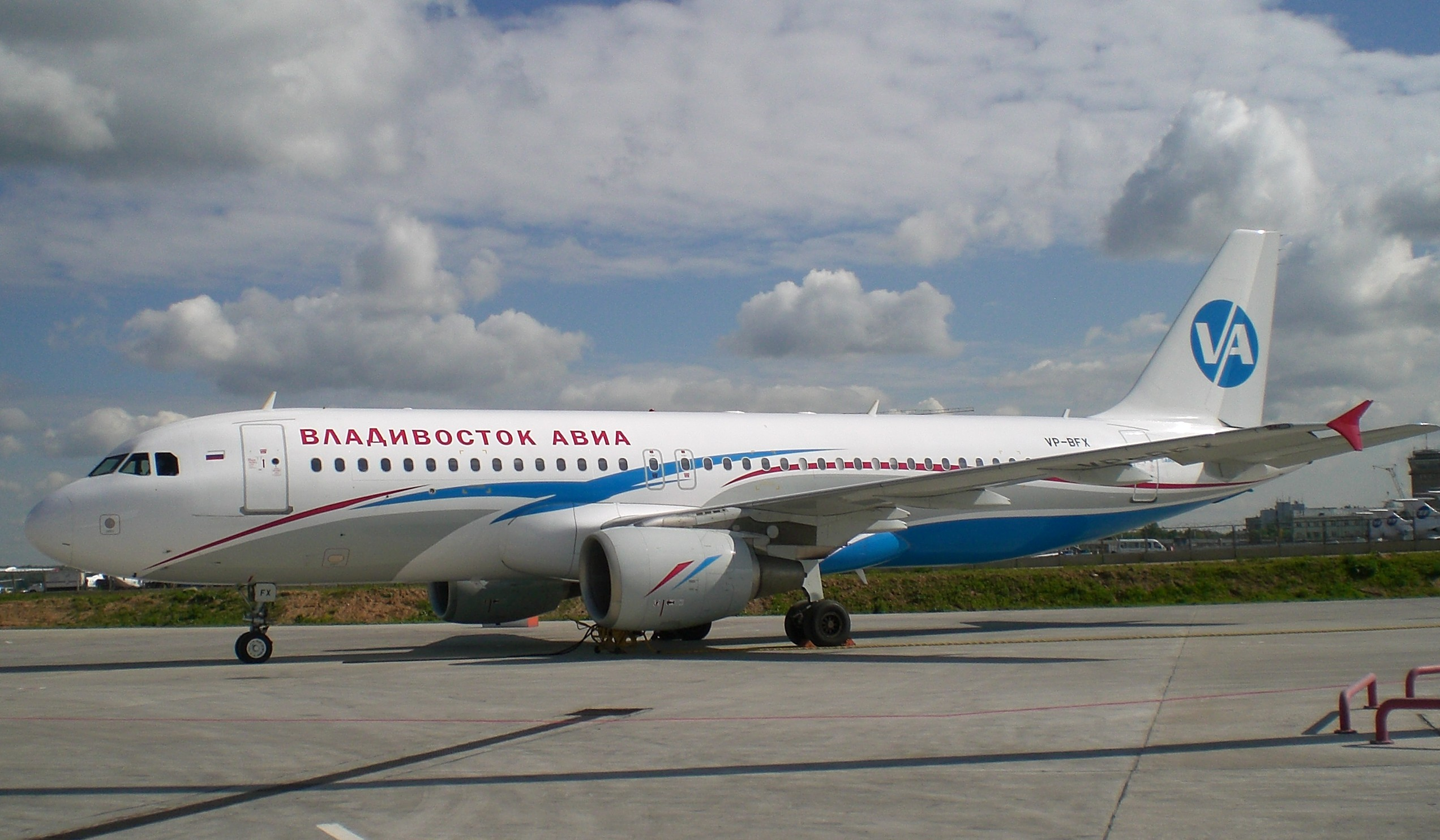
Vladivostok Air Airbus A320

Vladivostok Air eller Vladivostok Avia, ryska: Владивосток Авиа, var ett ryskt flygbolag, som har sitt center i Vladivostok, Ryssland, huvudflygplatsen är Vladivostok Internationella Flygplats. Flygbolaget kör utrikesresor till Kina, Sydkorea, Japan, Thailand och Vietnam.

## Koder
- IATA kod: XF
- ICAO kod: VLK
- Anropssignal: VLADAIR

## Flygflotta

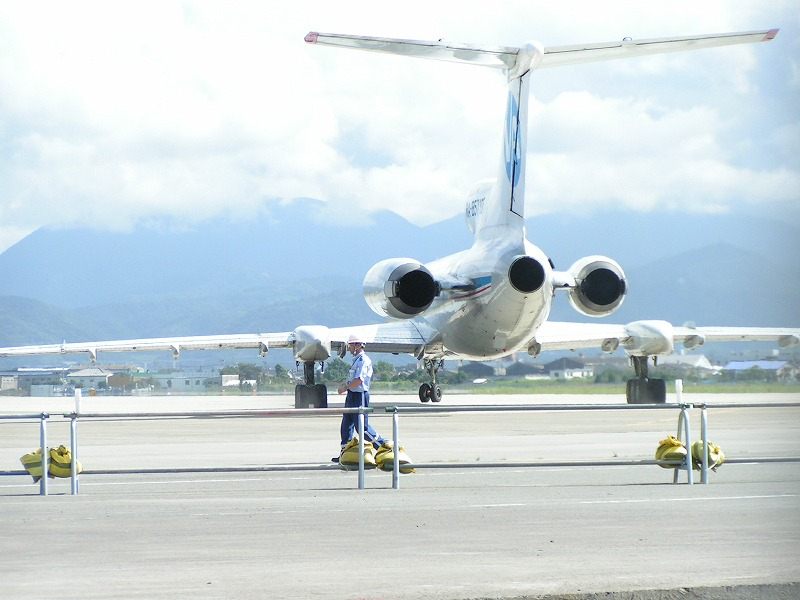
Vladivostok Air Tu-154 Flygplan

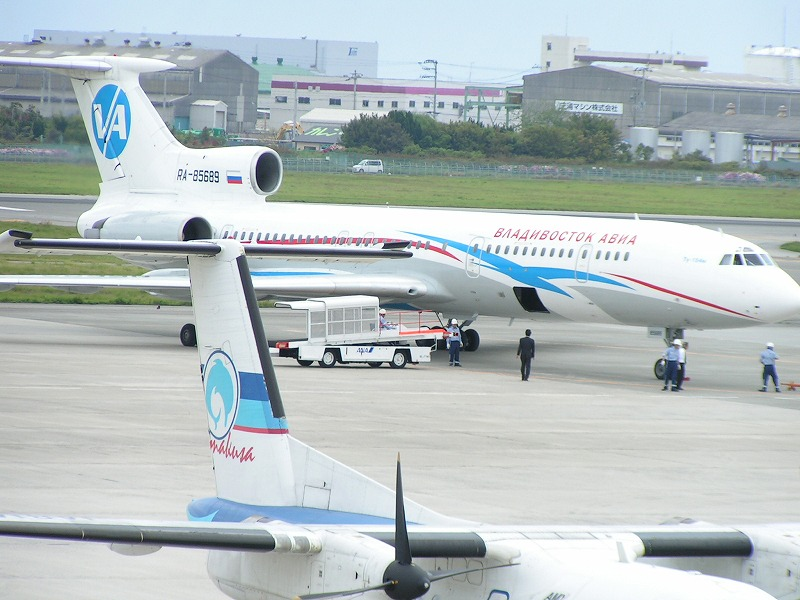
Vladivostok Air Tu-154M

Vladivostok Airs flotta består av följande flygplan:
- 4 Tupolev Tu-204-300
- 1 Airbus A320-212
- 3 Tupolev Tu-154B-2
- 9 Tupolev Tu-154M
- 7 Jakovlev Jak-40
- 4 Jakovlev Jak-40K
- 2 Antonov An-24RV
- 2 Iljusjin Il-76T